# 澎湖犀鱈
澎湖犀鳕，为輻鰭魚綱鱈形目海鰗鰍科的其中一種。

## 分布
本魚分布在西北太平洋的臺灣海域。

## 特徵
本魚體淡褐色，體延長側扁，接近尾柄部才變細，頭短小、鈍圓，口中型，口裂斜開，上下頷、鋤骨有細小尖齒，體被小圓鱗，無側線，背鰭2枚，尾鰭小形，胸鰭小形，腹鰭位於喉位，為5至6條長絲狀鰭條所構成，體長可達4.3公分。

## 生態
本魚為底棲性魚類，以其腹部的鰭絲覓食，屬肉食性。

## 經濟利用
非食用魚，多半做成魚粉。

## 扩展阅读
維基物種上的相關：澎湖犀鳕